# 西オーストラリア州の地方公共団体

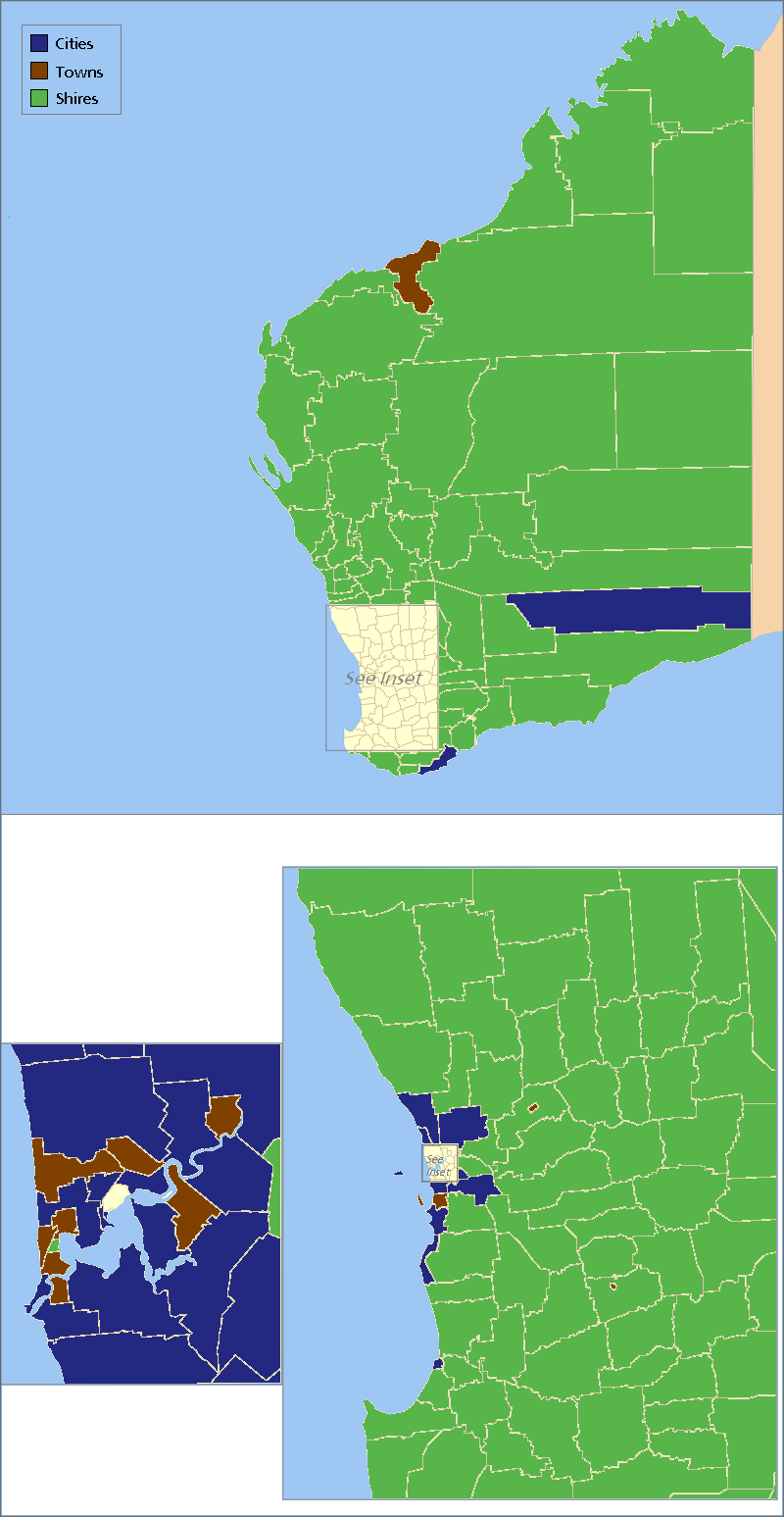
西オーストラリア州の地方公共団体は、City（紺）、Town（茶色）、Shire（緑）の3種類で構成される。

西オーストラリア州の地方公共団体（Local government areas of Western Australia）では、オーストラリア・西オーストラリア州の地方公共団体（Local government area）を取り扱う。
141の地方公共団体で構成される。西オーストラリア州の地方公共団体は、City、Town、Shireの3種類で構成されている。またインド洋にあるオーストラリア海外領土クリスマス島とココス（キーリング）諸島も西オーストラリア州のShireに属しており、外部（連邦）の領域に属する。

## 地方公共団体の一覧
| 日本語名                                        | 英語版リンク                     | 地域圏                              |
| ----------------------------------------------- | -------------------------------- | ----------------------------------- |
| シティ・オブ・アーマデール                      | Armadale, City of                | パース都市圏                        |
| シティ・オブ・バッセンディーン                  | Bassendean, City of              | パース都市圏                        |
| シティ・オブ・ベイズウォーター                  | Bayswater, City of               | パース都市圏                        |
| シティ・オブ・ベルモント                        | Belmont, City of                 | パース都市圏                        |
| タウン・オブ・ケンブリッジ                      | Cambridge, Town of               | パース都市圏                        |
| シティ・オブ・キャニング                        | Canning, City of                 | パース都市圏                        |
| タウン・オブ・クレアモント                      | Claremont, Town of               | パース都市圏                        |
| タウン・オブ・コッツスロー                      | Cockburn, Town of                | パース都市圏                        |
| タウン・オブ・イースト・フリーマントル          | East Fremantle, Town of          | パース都市圏                        |
| シティ・オブ・フリーマントル                    | Fremantle, City of               | パース都市圏                        |
| シティ・オブ・ゴスネルズ                        | Gosnells, City of                | パース都市圏                        |
| シティ・オブ・ジューンダラップ                  | Joondalup, City of               | パース都市圏                        |
| シャー・オブ・カラムンダ                        | Kalamunda, City of               | パース都市圏                        |
| シティ・オブ・クィナナ                          | Kwinana, City of                 | パース都市圏                        |
| シティ・オブ・メルヴィル                        | Melville, City of                | パース都市圏                        |
| タウン・オブ・モスマンパーク                    | Mosman Park, Town of             | パース都市圏                        |
| シャー・オブ・ムンダーリン                      | Mundaring, Shire of              | パース都市圏                        |
| シティ・オブ・ネッドランズ                      | Nedlands, City of                | パース都市圏                        |
| シャー・オブ・ペパーミント・グローヴ            | Peppermint Grove, Shire of       | パース都市圏                        |
| シティ・オブ・パース                            | Perth, City of                   | パース都市圏                        |
| シティ・オブ・ロッキンガム                      | Rockingham, City of              | パース都市圏                        |
| シャー・オブ・サーペンティーン-ジャラーデール   | Serpentine-Jarrahdale, Shire of  | パース都市圏                        |
| シティ・オブ・サウス・パース                    | South Perth, City of             | パース都市圏                        |
| シティ・オブ・スターリング                      | Stirling, City of                | パース都市圏                        |
| シティ・オブ・スビアコ                          | Subiaco, City of                 | パース都市圏                        |
| シティ・オブ・スワン                            | Swan, City of                    | パース都市圏                        |
| タウン・オブ・ヴィクトリア・パーク              | Victoria Park, City of           | パース都市圏                        |
| シティ・オブ・ヴィンセント                      | Vincent, City of                 | パース都市圏                        |
| シティ・オブ・ワナルー                          | Wanneroo, City of                | パース都市圏                        |
| シャー・オブ・クリスマス・アイランド            | Christmas Island, Shire of       | 離島（クリスマス島_(オーストラリア) |
| シャー・オブ・ココス                            | Cocos, Shire of                  | 離島（ココス諸島）                  |
| シャー・オブ・カーナヴォン                      | Carnarvon, Shire of              | ガスコイン地方                      |
| シャー・オブ・エクスマウス                      | Exmouth, Shire of                | ガスコイン地方                      |
| シャー・オブ・シャークベイ                      | Shark Bay, Shire of              | ガスコイン地方                      |
| シャー・オブ・アッパー・ガスコイン              | Upper Gascoyne, Shire of         | ガスコイン地方                      |
| シャー・オブ・アッパー・ガスコイン              | Upper Gascoyne, Shire of         | ゴールドフィールズ地方              |
| シャー・オブ・クールガーディー                  | Coolgardie, Shire of             | ゴールドフィールズ地方              |
| シャー・オブ・ダンダス                          | Dundas, Shire of                 | ゴールドフィールズ地方              |
| シャー・オブ・エスペランス                      | Esperance, Shire of              | ゴールドフィールズ地方              |
| シティ・オブ・カルグーリー-ボウルダー           | Kalgoorlie-Boulder, City of      | ゴールドフィールズ地方              |
| シャー・オブ・ラヴァートン                      | Laverton, Shire of               | ゴールドフィールズ地方              |
| シャー・オブ・レオノラ                          | Leonora, Shire of                | ゴールドフィールズ地方              |
| シャー・オブ・メンジーズ                        | Menzies, Shire of                | ゴールドフィールズ地方              |
| シャー・オブ・ンガーニャトゥジャーラク          | Ngaanyatjarraku, Shire of        | ゴールドフィールズ地方              |
| シャー・オブ・レイブンスソープ                  | Ravensthorpe, Shire of           | ゴールドフィールズ地方              |
| シティ・オブ・オールバニ                        | Albany, City of                  | グレートサザン地方                  |
| シャー・オブ・ブルーメヒル-タンベルアップ       | Ravensthorpe, Shire of           | グレートサザン地方                  |
| シャー・オブ・クランブルック                    | Ravensthorpe, Shire of           | グレートサザン地方                  |
| シャー・オブ・デンマーク                        | Ravensthorpe, Shire of           | グレートサザン地方                  |
| シャー・オブ・ジャラマンガップ                  | Jerramungup, Shire of            | グレートサザン地方                  |
| シャー・オブ・カタニング                        | Katanning, Shire of              | グレートサザン地方                  |
| シャー・オブ・ケント                            | Kent, Shire of                   | グレートサザン地方                  |
| シャー・オブ・コジョナップ                      | Kojonup, Shire of                | グレートサザン地方                  |
| シャー・オブ・プランダジネット                  | Plantagenet, Shire of            | グレートサザン地方                  |
| シャー・オブ・ウーダニリング                    | Woodanilling, Shire of           | グレートサザン地方                  |
| シャー・オブ・ブルーム                          | Broome, Shire of                 | キンバリー地方                      |
| シャー・オブ・ダービー-ウエスト・キンバリー     | Derby-West Kimberley, Shire of   | キンバリー地方                      |
| シャー・オブ・ホールズ・クリーク                | Halls Creek, Shire of            | キンバリー地方                      |
| シャー・オブ・ウィンダム-イースト・キンバリー   | Wyndham-East Kimberley, Shire of | キンバリー地方                      |
| シャー・オブ・カーナマー                        | Carnamah, Shire of               | 中西部地方                          |
| シャー・オブ・ウィンダム-イースト・キンバリー   | Wyndham-East Kimberley, Shire of | 中西部地方                          |
| シャー・オブ・チャップマン・ヴァレー            | Chapman Valley, Shire of         | 中西部地方                          |
| シャー・オブ・クーロウ                          | Coorow, Shire of                 | 中西部地方                          |
| シャー・オブ・スー                              | Cue, Shire of                    | 中西部地方                          |
| シティ・オブ・グレート・ジェラルドトン          | Greater Geraldton, City of       | 中西部地方                          |
| シャー・オブ・ウィンダム-イースト・キンバリー   | Wyndham-East Kimberley, Shire of | 中西部地方                          |
| シャー・オブ・アーウィン                        | Irwin, Shire of                  | 中西部地方                          |
| シャー・オブ・スー                              | Cue, Shire of                    | 中西部地方                          |
| シャー・オブ・ミーカサーラ                      | Meekatharra, Shire of            | 中西部地方                          |
| シャー・オブ・ミングニュー                      | Wyndham-East Kimberley, Shire of | 中西部地方                          |
| シャー・オブ・モラワ                            | Irwin, Shire of                  | 中西部地方                          |
| シャー・オブ・マウントマグネット                | Cue, Shire of                    | 中西部地方                          |
| シャー・オブ・マーチソン                        | Murchison, Shire of              | 中西部地方                          |
| シャー・オブ・ペレンジョリ                      | Perenjori, Shire of              | 中西部地方                          |
| シャー・オブ・サンドストーン                    | Sandstone, Shire of              | 中西部地方                          |
| シャー・オブ・スリースプリングス                | Three Springs, Shire of          | 中西部地方                          |
| シャー・オブ・ウィルナ                          | Wiluna, Shire of                 | 中西部地方                          |
| シャー・オブ・ヤルグー                          | Yalgoo, Shire of                 | 中西部地方                          |
| シャー・オブ・ボディングトン                    | Irwin, Shire of                  | ピール地方                          |
| シティ・オブ・マンドゥラ                        | Mandurah, Shire of               | ピール地方                          |
| シャー・オブ・マレー                            | Murray, Shire of                 | ピール地方                          |
| シャー・オブ・ワルーナ                          | Waroona, Shire of                | ピール地方                          |
| シャー・オブ・アッシュバートン                  | Ashburton, Shire of              | ピルブラ地方                        |
| シャー・オブ・イースト・ピルブラ                | East Pilbara, Shire of           | ピルブラ地方                        |
| シャー・オブ・アッシュバートン                  | Port Hedland, Town of            | ピルブラ地方                        |
| シャー・オブ・ローボルン                        | Roebourne, Shire of              | ピルブラ地方                        |
| シャー・オブ・オーガスタ-マーガレット・リヴァー | Augusta-Margaret River, Shire of | 南西部地方                          |
| シャー・オブ・ボイアップ・ブルック              | Boyup Brook, Shire of            | 南西部地方                          |
| シャー・オブ・ブリッジタウン-グリーンブッシュズ | Bridgetown-Greenbushes, Shire of | 南西部地方                          |
| シティ・オブ・バンバリー                        | Bunbury, City of                 | 南西部地方                          |
| シャー・オブ・ブッセルトン                      | Busselton, Shire of              | 南西部地方                          |
| シャー・オブ・ケイペル                          | Capel, Shire of                  | 南西部地方                          |
| シャー・オブ・ダーダナップ                      | Dardanup, Shire of               | 南西部地方                          |
| シャー・オブ・ダニーブルック-バリンガップ       | Donnybrook-Balingup, Shire of    | 南西部地方                          |
| シャー・オブ・ハーヴェイ                        | Harvey, Shire of                 | 南西部地方                          |
| シャー・オブ・マンジマップ                      | Manjimup, Shire of               | 南西部地方                          |
| シャー・オブ・ナナップ                          | Nannup, Shire of                 | 南西部地方                          |
| シャー・オブ・ビヴァリー                        | Beverley, Shire of               | ウィートベルト地域                  |
| シャー・オブ・ブルックトン                      | Brookton, Shire of               | ウィートベルト地域                  |
| シャー・オブ・ブルース・ロック                  | Bruce Rock, Shire of             | ウィートベルト地域                  |
| シャー・オブ・チッタリング                      | Chittering, Shire of             | ウィートベルト地域                  |
| シャー・オブ・コーリギン                        | Corrigin, Shire of               | ウィートベルト地域                  |
| シャー・オブ・キュボーリング                    | Cuballing, Shire of              | ウィートベルト地域                  |
| シャー・オブ・カンダーディン                    | Cunderdin, Shire of              | ウィートベルト地域                  |
| シャー・オブ・ダルワリヌ                        | Dalwallinu, Shire of             | ウィートベルト地域                  |
| シャー・オブ・ダンダラガン                      | Dandaragan, Shire of             | ウィートベルト地域                  |
| シャー・オブ・ドウェリン                        | Dowerin, Shire of                | ウィートベルト地域                  |
| シャー・オブ・ダンブルユッグ                    | Dumbleyung, Shire of             | ウィートベルト地域                  |
| シャー・オブ・ジンジン                          | Gingin, Shire of                 | ウィートベルト地域                  |
| シャー・オブ・グーマリング                      | Goomalling, Shire of             | ウィートベルト地域                  |
| シャー・オブ・ケラーベリン                      | Kellerberrin, Shire of           | ウィートベルト地域                  |
| シャー・オブ・コンディニン                      | Kondinin, Shire of               | ウィートベルト地域                  |
| シャー・オブ・コーダ                            | Koorda, Shire of                 | ウィートベルト地域                  |
| シャー・オブ・クリン                            | Kulin, Shire of                  | ウィートベルト地域                  |
| シャー・オブ・レイク・グレイス                  | Lake Grace, Shire of             | ウィートベルト地域                  |
| シャー・オブ・メレディン                        | Merredin, Shire of               | ウィートベルト地域                  |
| シャー・オブ・ムーラ                            | Moora, Shire of                  | ウィートベルト地域                  |
| シャー・オブ・マウントマーシャル                | Mount Marshall, Shire of         | ウィートベルト地域                  |
| シャー・オブ・ムキンプディン                    | Mukinbudin, Shire of             | ウィートベルト地域                  |
| シャー・オブ・ナレンビーン                      | Narembeen, Shire of              | ウィートベルト地域                  |
| シャー・オブ・ナロジン                          | Narrogin, Shire of               | ウィートベルト地域                  |
| タウン・オブ・ナロジン                          | Narrogin, Town of                | ウィートベルト地域                  |
| シャー・オブ・ノーサム                          | Northam, Shire of                | ウィートベルト地域                  |
| シャー・オブ・ナンガリン                        | Nungarin, Shire of               | ウィートベルト地域                  |
| シャー・オブ・ピンジェリー                      | Pingelly, Shire of               | ウィートベルト地域                  |
| シャー・オブ・クウェイラディング                | Quairading, Shire of             | ウィートベルト地域                  |
| シャー・オブ・タミン                            | Tammin, Shire of                 | ウィートベルト地域                  |
| シャー・オブ・トゥーディイー                    | Toodyay, Shire of                | ウィートベルト地域                  |
| シャー・オブ・トレイニング                      | Trayning, Shire of               | ウィートベルト地域                  |
| シャー・オブ・ヴィクトリアプレーンズ            | Victoria Plains, Shire of        | ウィートベルト地域                  |
| シャー・オブ・ワギン                            | Wagin, Shire of                  | ウィートベルト地域                  |
| シャー・オブ・ワンダリング                      | Wandering, Shire of              | ウィートベルト地域                  |
| シャー・オブ・ウエストアーサー                  | West Arthur, Shire of            | ウィートベルト地域                  |
| シャー・オブ・ウエストニア                      | Westonia, Shire of               | ウィートベルト地域                  |
| シャー・オブ・ウィッケピン                      | Wickepin, Shire of               | ウィートベルト地域                  |
| シャー・オブ・ウイリアムズ                      | Williams, Shire of               | ウィートベルト地域                  |
| シャー・オブ・ウォンガン-バリドゥ               | Wongan-Ballidu, Shire of         | ウィートベルト地域                  |
| シャー・オブ・ワイオーカチェム                  | Wyalkatchem, Shire of            | ウィートベルト地域                  |
| シャー・オブ・イルガーン                        | Yilgarn, Shire of                | ウィートベルト地域                  |
| シャー・オブ・ヨーク                            | York, Shire of                   | ウィートベルト地域                  |